# Platja de la Pallisseta
La platja de la Pallisseta, o caleta del Roc de Sant Caietà, és una petita platja del municipi de Roda de Berà (Tarragonès), encaixada  entre l'espigó de ponent del port de Roda de Berà i el roquissar que forma el Roc de Sant Gaietà. Orientada al sud-oest, té una longitud de 120 metres i una amplada mitjana de 70 metres, formada per sorra fina i un pendent d'entrada a l'aigua suau. Disposa de lavabo, passeres d'accés al mar aptes per persones amb mobilitat reduïda, un camp de voleibol, guingueta i lloguer de para-sols. A les roques de la platja hi havia un brollador d'aigua natural que va quedar cobert per la sorra acumulada després de la construcció del port. A ran de mar hi ha una roca anomenada el Cupot.
L'Agència Catalana de l'Aigua efectua un control quinzenal de la qualitat de l'aigua, durant la temporada de bany, amb el resultat d'excel·lent.